# Nekromantik 2 – Die Rückkehr der liebenden Toten
Série
Nekromantik
(1987)
Pour plus de détails, voir Fiche technique et Distribution.
Nekromantik 2 – Die Rückkehr der liebenden Toten est un film d'épouvante allemand réalisé par Jörg Buttgereit et sorti en 1991. C'est la suite de Nekromantik du même réalisateur, sorti cinq ans plus tôt.

## Synopsis
Une femme déterre le cadavre d'un homme (Rob du 1er film) afin d'avoir une relation nécro avec lui. Elle peine à le supporter et par hasard rencontre un homme avec qui elle couche. Mais son penchant pour la nécrophilie va-t-il vraiment réussir à s'estomper ?

## Fiche technique
Sauf indication contraire, les informations mentionnées dans cette section peuvent être confirmées par la base de données cinématographiques IMDb,  présente dans la section « Liens externes ».
- Titre original : Nekromantik 2 – Die Rückkehr der liebenden Toten[1],[2] (litt. « Nekromantik 2 : Le Retour des morts-amants »)
- Réalisateur : Jörg Buttgereit
- Scénario : Jörg Buttgereit, Franz Rodenkirchen
- Photographie : Manfred O. Jelinski
- Montage : Jörg Buttgereit, Manfred O. Jelinski
- Musique : Hermann Kopp, Peter Kowalski, Daktari Lorenz, Monika M., Mark Reeder, John Boy Walton[3]
- Société de production : Jelinski & Buttgereit
- Pays de production :  Allemagne
- Langue de tournage : allemand
- Format : Couleurs - 1,33:1 - Son Dolby - 16 mm[3]
- Durée : 111 minutes (1h51)
- Genre : Film d'épouvante
- Dates de sortie :
  - Allemagne : juin 1991 (vidéocassette), 10 juin 2003 (DVD[3])

## Distribution
- Monika M. : Monika
- Mark Reeder (en) : Mark
- Wolfgang Müller (de) : Acteur du film dans le film
- Käthe Kruse : Actrice du film dans le film
- Beatrice Manowski (de) : Betty
- Carola Ewers : Membre du Nekro-gang
- Astrid Ewers : Membre du Nekro-gang
- Eva-Maria Kurz : Membre du Nekro-gang
- Petra : Membre du Nekro-gang
- Lena Braun : La doubleuse
- Florian Koerner von Gustorf : Le pilier de bar

## Production
Le tournage a eu lieu à Berlin entre septembre et octobre 1990. Le montage a été terminé en avril 1991.

## Accueil
Les vidéocassettes du film ont été confisquées par la police munichoise en juin 1991 douze jours après sa sortie pour « apologie de la violence », avant que la commercialisation soit réautorisée en 1993.